# Jožef Genezij
Jožef Genezij (grško starogrško Γενέσιος, Genesios) je bil bizantinski zgodovinar armenskega porekla, avtor kronike Zgodovina  cesarjev. Tradicionalno je veljal za sina ali vnuka visokega dvornega uradnika Konstantina Maniaka.

## Življenjepis
Genezij je bil iz ugledne bizantinske družine in visok dvorni uradnik. Spadal je v literarni krog Konstantina VII. Porfirogeneta, kateremu je posvetil zgodovinsko delo v štirih knjigah z naslovom  starogrško Βασιλείαι – Zgodovina cesarjev.  Zgodovina  je bila napisana v letih 944 do 959 in zajema obdobje od leta 813 do 886, se pravi ikonoklazem in cesarje od Leona V. do Mihaela III.  Sam Genezij omenja, da je pisal na osnovi ustnega izročila in pripovedih sodobnikov dogajanj. Od pisnih virov je uporabljal predvsem dela patriarhov Nikeforja I. Carigrajskega in Ignacija Carigrajskega in kroniko  Georgija Meniha. Genezijevo delo je pristransko in negativno gleda na ikonoklazem, hkrati pa simpatizira z Makedonsko dinastijo. Njegov jezik je težak in izumetničen. V njegovem delu je tudi nekaj podatkov tudi o Slovanih, predvsem maloazijskih Slovanih v 9. stoletju in njihovi udeležbi v državljanski vojni leta 821-822, bolj znani kot vstaja Tomaža Slovana. Za te dogodke v Genezij najobširnejši vir.

## Sodobne izdaje
V angleščini
- Genesios, Joseph, A. Kaldellis (prevajalec). On the reigns of the emperors. Byzantina Australiensia, 11. Canberra: Australian Association for Byzantine Studies, 1998. ISBN 0-9593626-9-X.

V grščini
- A. Lesmüller-Werner, H. Thurn. Corpus Fontium Historiae Byzantinae, Vol. XIV, Series Berolinensis. Berlin: De Gruyter, 1973. ISSN 0589-8048.

## Vira
- Alexander Kazhdan (ur.). The Oxford Dictionary of Byzantium, 3 vols., Oxford University Press, 1991, vol. 2, 828-829, s. v. Genesios.
- Somers, Véronique, Bastien Kindt (ur.). Thesaurus Iosephi Genesii aliarumque chronographiarum anonymarum. Turnhout: Brepols, 2009 (Corpus Christianorum. Thesaurus patrum Graecorum).